# Bertrand Ract-Madoux

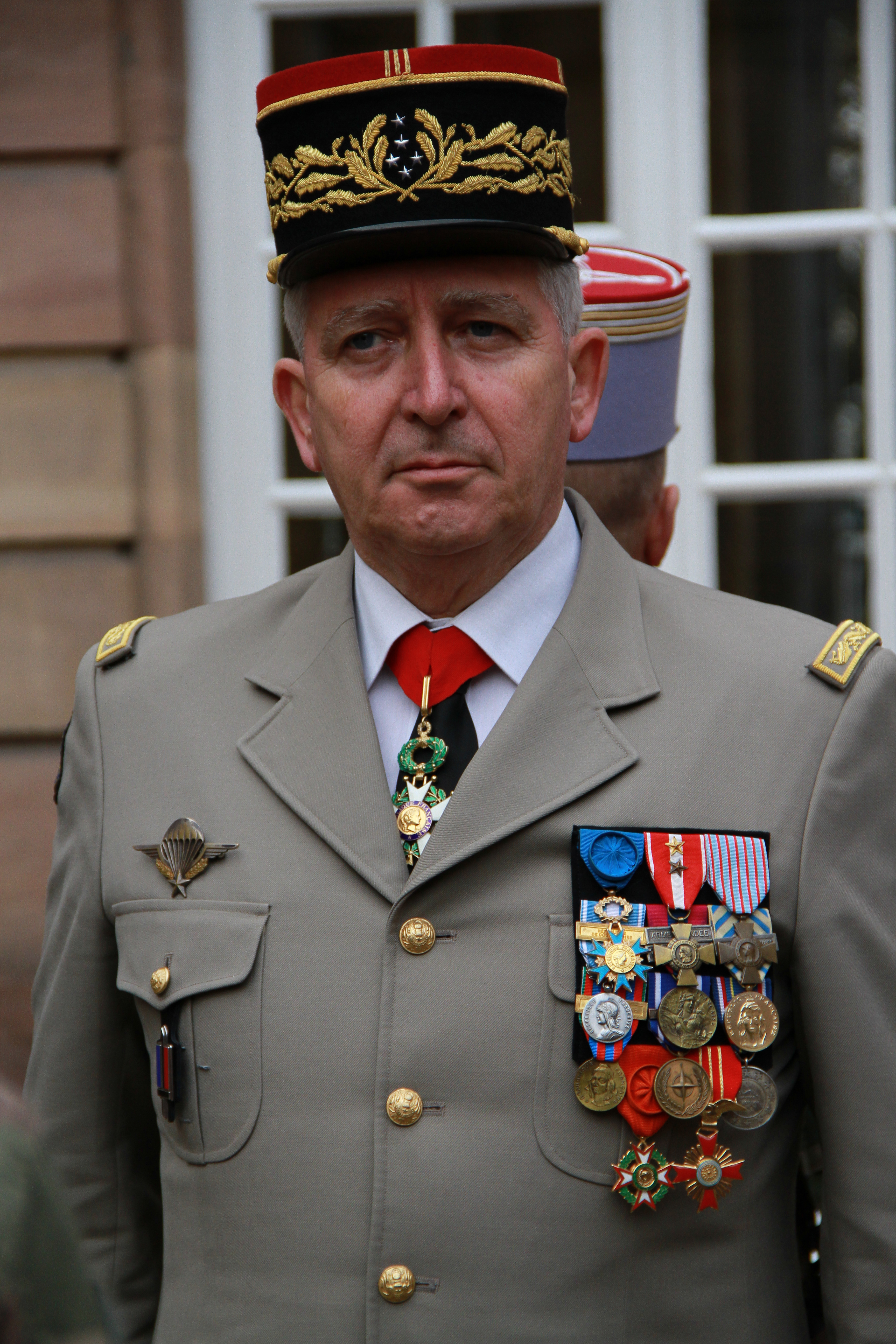
Bertrand Ract-Madoux (2013)

Bertrand Ract-Madoux (* 9. Februar 1953 in Saumur) ist ein ehemaliger französischer General, Stabschef der Armee und ehemaliger Gouverneur des Hôtel des Invalides.

## Leben
Ract-Madouxs Vater war ebenfalls bei der französischen Armee. Nach zwei Jahren an der Militärschule La Flèche ging er 1972 an die Militärschule Saint-Cyr. Nach der Militärschule ging er zur Arme blindée et cavalerie.
Im Juli 1995 übernahm er das Kommando über das 1. Régiment de Spahis in Valence und wurde am 1. Oktober 1996 zum Oberst befördert. Von Februar bis Juni 1996 leitete er die zweite Implementation Force in Sarajevo im ehemaligen Jugoslawien. Im September 1999 wurde Auditeur am Zentrum für höhere Militärforschung und Praktikant am Institut für fortgeschrittene nationale Verteidigungsstudien. Im Sommer 2000 wurde er stellvertretender Leiter des Büros für Studien und Militärstrategie. Im August 2002 übernahm er das Kommando über die 2. Panzerbrigade in Orléans und wurde am 1. September zum Brigadegeneral ernannt.
Zwischen Oktober 2003 und Februar 2004 nahm er an der Opération Licorne an der Elfenbeinküste als taktischer Befehlshaber der Französischen Streitkräfte teil. Im August 2004 gab er das Kommando der zweiten Panzerbrigade ab. Am 1. Juni 2005 erfolgte die Beförderung zum Generalmajor und 2007 zum Generalleutnant. Seit 1. September 2007 war er Direktor des Büro des Direction Générale de la Sécurité Extérieure. Am 22. Juni 2011 wurde er General der Armee. Von 1. September 2011 bis 31. August 2014 war er Leiter der zweiten Sektion.
Am 19. September 2014 wurde er zum Gouverneur des Hôtel des Invalides ernannt. Im Mai 2017 wurde er per Dekret des Präsidenten von diesem Amt entbunden. Am 8. April 2017 gab er seine Kandidatur für die Parlamentswahlen im ersten Wahlkreis Drôme, bei denen er von der Les Républicains unterstützt wurde. Er gewann 18,86 % der Stimmen und nahm damit den zweiten Platz hinter Mireille Clapot von der LREM ein. Sein Sohn Ferréol Ract-Madoux war ein hoher Beamter und starb 2010.

## Auszeichnungen
|  |  |  |
|  |  |  |
|  |  |  |
|  |  |  |
|  |  |  |
|  |  |  |

- Frankreich: Grand officer der Ehrenlegion
- Frankreich: Commandeur l'ordre national du Mérite
- Frankreich: Croix de la Valeur militaire (zwei Erwähnungen)
- Frankreich: Croix du combattant
- Elfenbeinküste: Médaille d’outre-mer
- Frankreich: Médaille de la Défense nationale (Bronze)
- Titre de reconnaissance de la nation « Opérations extérieures »
- Frankreich: Französischen Gedenkmedaille Ehemaliges Jugoslawien
- NATO: NATO-Medaille für das ehemalige Jugoslawien
- Europäische Union: European Community Monitor Mission Medal
- Vereinigte Staaten: Commandeur der Legion of Merit
- Italien: Großoffizier des Verdienstordens der Italienischen Republik
- Spanien: Gran Cruz del Mérito Militar, distintivo blanco
- Saudi-Arabien: Großoffizier des Ordens Abdul Aziz von Saudi-Arabien
- Elfenbeinküste: Kommandeur des Nationalordens von Côte d’Ivoire
- Polen: Medaille der Polnischen Armee
- Deutschland: Großes Verdienstkreuz der Bundesrepublik Deutschland